# 多层停车场

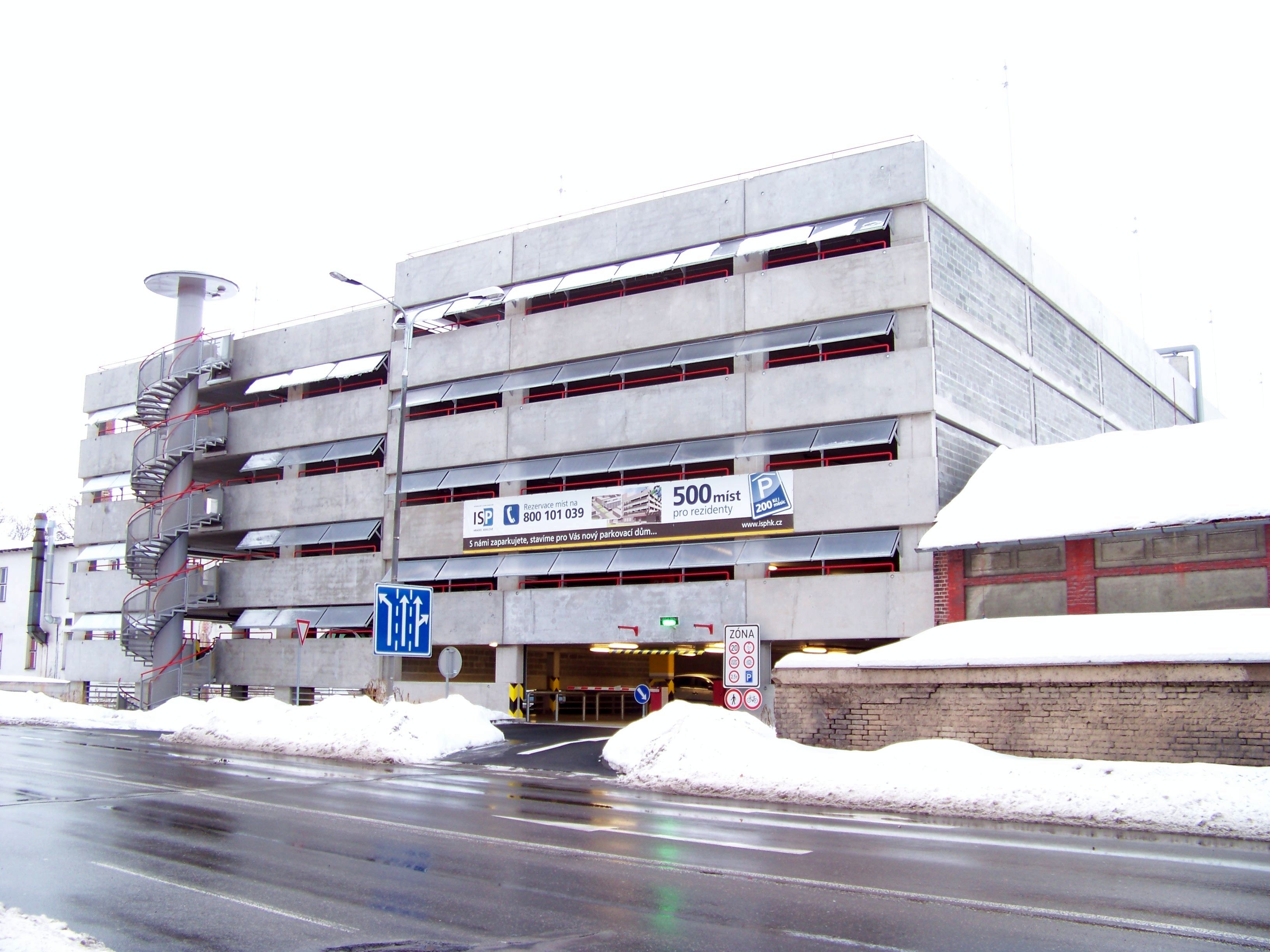
捷克赫拉德茨-克拉洛韦的多层停车场

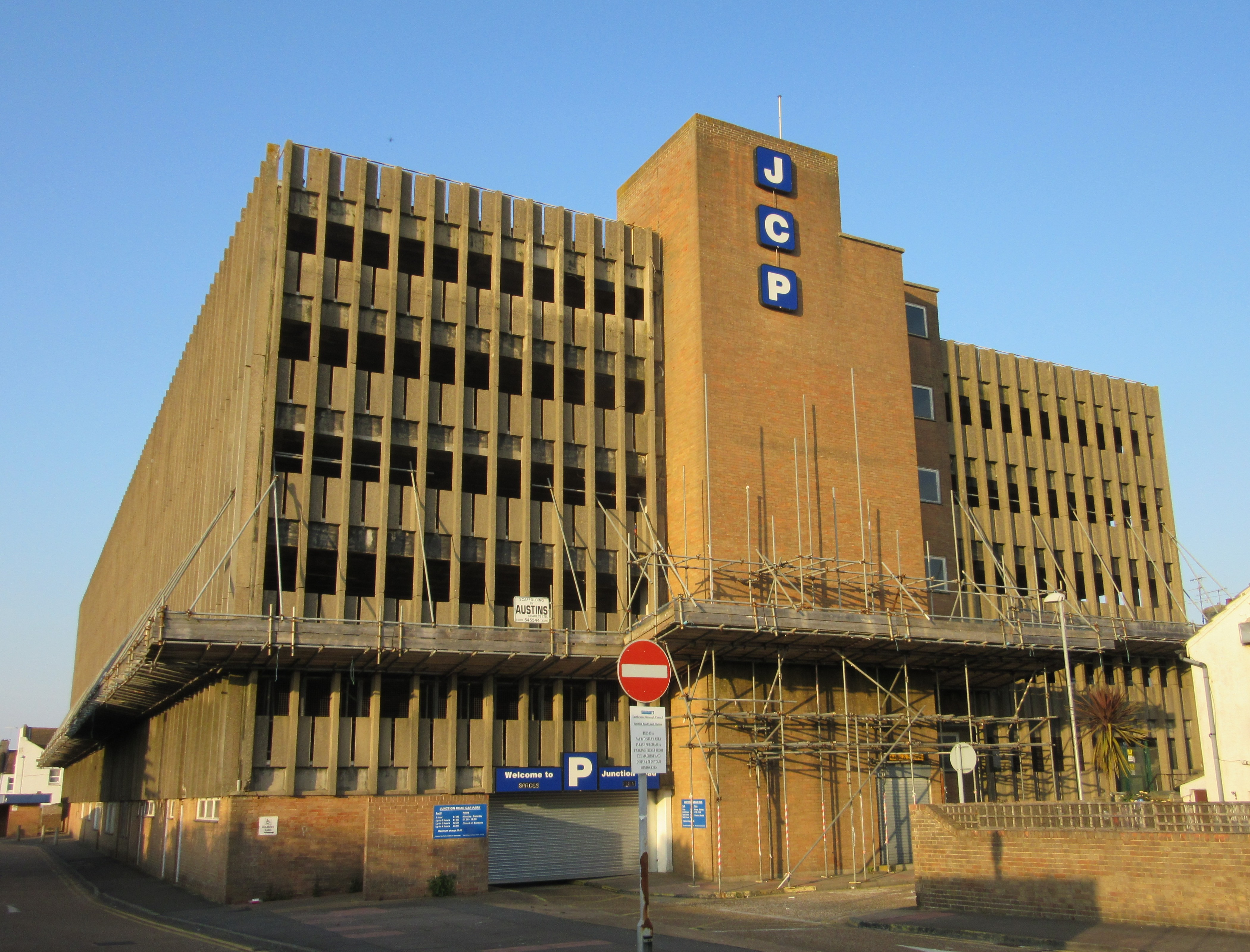
英國伊斯特本的多层停车场

多层停车场，也稱停車庫或立體停車場，是指有若干层的專門用於汽車停車的建筑物 。已知最早的多层停车场出現於1901年5月的英國倫敦。该停車場共為7层，建築面積19,000平方英尺，可容纳100辆车。